# Pectinobotys woytkowskii
Pectinobotys woytkowskii är en fjärilsart som beskrevs av Munroe 1959. Pectinobotys woytkowskii ingår i släktet Pectinobotys och familjen Crambidae. Inga underarter finns listade i Catalogue of Life.